# Theobroma stipulatum
Theobroma stipulatum (denominado también como cacao de monte o chocolate de monte) es una especie de árbol perteneciente al género Theobroma;. Es conocido en la industria del chocolate (aunque no cuenta con un comercio amplio). Se trata de una especie aislada y usada solo por los pobladores locales.

## Descripción
Es un árbol grande, de hasta 30 metros de altura. Su tronco puede llegar a medir 45 centímetros de diámetro. Sus hojas son grandes y de color café, con ramificaciones visibles. 

## Distribución
Restringido a las cuencas de bosques lluviosos de los ríos San Juan y Atrato (región del Chocó), Antioquia y en el río Sequión (Nariño) en el oeste de Colombia.

## Taxonomía
Theobroma stipulatum fue descrita por el botánico, taxónomo, y farmacéutico estadounidense José Cuatrecasas Arumí y publicada en Fieldiana, Botany 27(1): 84–87, f. 7. en 1951.

## Importancia económica y cultural
Las especies del género Theobroma son usadas en la industria del chocolate, sus granos se fermentan para obtener el cacao, que sirve como materia prima del chocolate, también, son usadas para la fabricación de algunas bebidas energéticas. Esta especie no es muy usada  y no existe una industria que la explote comercialmente, sin embargo  estas semillas producen un buen chocolate, y en su mayoría solo son usadas por los nativos.

### País de referencia
En Colombia Sudamérica, país donde la cultura se basa mucho en el consumo del cacao, por generaciones muchas familias colombianas desde el tiempo de la colonización española, lo vienen cultivando de manera industrializada. Ahora en unión de dichas familias empresarias nace el FEDECACAO https://www.fedecacao.com.co/portal/index.php/es/ Archivado el 22 de febrero de 2020 en Wayback Machine.. Existe un fruto de palma que también puede actuar como sustituto para hacer una bebida similar al chocolate y el Oenocarpus bataua var. bataua que al cocinarse y agitando su semillas en agua hirviendo, produce una bebida cremosa y lechosa similar a una bebida de chocolate caliente, el cual en la selva caucana le conocen como el fruto mil pesos.